# Stefan Brockhoff
Pour les articles homonymes, voir Brockhoff.
Stefan Brockhoff est le pseudonyme collectif d’un groupe de trois écrivains allemands, auteur de romans policiers publiés de 1935 à 1955.

## Biographie
Ce groupe est composé de :
- Dieter Cunz, né le 4 août 1910 à Höchstenbach et mort le 17 février 1969 (à 58 ans) dans l’Ohio
- Richard Plant (de), né le 22 juillet 1910 à Francfort-sur-le-Main et mort le 3 mars 1998 (à 87 ans) à New York
- Oskar Seidlin (de), né Oskar Koplowitz, le 12 février 1911 à Chorzów et mort le 11 décembre 1984 (à 73 ans) aux États-Unis[1]

Durant la période nazie, communistes et homosexuels, les 2 derniers juifs, ils émigrent en Suisse, puis aux États-Unis.
Leurs œuvres ne sont pas traduites en français.